# Sirajeddine Chihi
Pour les articles homonymes, voir Chihi.
Sirajeddine Chihi (arabe : سراج الدين شيحي), né le 16 avril 1970 à Hammam Lif, est un footballeur tunisien qui a joué au poste de milieu défensif avec l'équipe de Tunisie et l'Espérance sportive de Tunis.

## Carrière

### Clubs
- 1990-juillet 1993 : Club sportif de Hammam Lif (Tunisie)
- juillet 1993-juillet 2001 : Espérance sportive de Tunis (Tunisie)
- juillet 2001-juillet 2002 : Al-Ahli Dubaï (Émirats arabes unis)
- juillet 2002-juillet 2005 : Club sportif de Hammam Lif (Tunisie)
- juillet 2005-juillet 2006 : El Gawafel sportives de Gafsa (Tunisie)

### Équipe nationale
Il dispute les coupes d'Afrique des nations 1994, 1996, 1998, 2000 et 2002. Il participe également à la coupe du monde 1998.

## Palmarès
- Championnat de Tunisie : 1993, 1994, 1998, 1999, 2000, 2001
- Coupe de Tunisie : 1997, 1999
- Coupe des clubs champions africains : 1994
- Coupe de la CAF : 1997
- Supercoupe de la CAF : 1995
- Coupe d'Afrique des vainqueurs de coupe : 1998
- Coupe afro-asiatique : 1995
- Coupe des clubs champions arabes : 1993
- Supercoupe arabe : 1996